# Яново-Грушевський
Яново-Грушевський — хутір у Октябрському районі Ростовської області Росія.
Входить до складу Красюковского сільського поселення.
Населення - 1512 осіб (2010 рік).

## Географія
Хутір Яново-Грушевський розташовано на правому березі річки Грушівка на півніно-західній межі міста Новочеркаськ.

### Вулиці
| - вул. Агроліс, - вул. Берегова, - вул. Східна, - вул. Гірська, - вул. Грушевська, - вул. Дружби, - вул. Комсомольська, - вул. Кооперативна, - вул. Короткий, - вул. Красноармійська, - вул. Селянська, - вул. Лісова, - вул. Набережна, | - вул. Нова, - вул. Городня, - вул. Підгірна, - вул. Ракетна, - вул. Річкова, - вул. Північна, - вул. Тітова, - вул. Вчительська, - вул. Центральна, - вул. Ярославська, - вул. Дачний, - вул. Річковий, - вул. Радянський. |